# Karaté aux Jeux mondiaux de 2013
Navigation
Kaohsiung 2009 Wrocław 2017
Les épreuves de karaté des Jeux mondiaux de 2013 ont lieu du 29 juillet au 1er août 2013 à Cali (Colombie).

## Podiums

### Hommes
| Épreuves      | Or                                        | Argent                       | Bronze                         |
| ------------- | ----------------------------------------- | ---------------------------- | ------------------------------ |
| Kata          | Venezuela Antonio José Díaz               | Égypte Ibrahim Magdy Ahmed   | Japon Ryo Kiyuna               |
| Kumite −60 kg | Colombie Andrés Rendón (en)               | Brésil Douglas Brose         | Maroc El Mehdi Benrouida       |
| Kumite −67 kg | Colombie Jose Guillermo Ramirez Gutierrez | Égypte Magdy Mamdouh Mohamed | Australie Tsuneari Yahiro (en) |
| Kumite −75 kg | Azerbaïdjan Rafael Aghayev                | Allemagne Noah Bitsch        | Égypte Mohamed Abdelrahman Ali |
| Kumite −84 kg | Japon Ryutaro Araga                       | Égypte Hany Shaker Keshta    | Grèce Geórgios Tzános          |
| Kumite +84 kg | Allemagne Jonathan Horne                  | Venezuela Angel Aponte       | Azerbaïdjan Shahin Atamov      |

### Femmes
| Épreuves      | Or                                 | Argent                             | Bronze                         |
| ------------- | ---------------------------------- | ---------------------------------- | ------------------------------ |
| Kata          | France Sandy Scordo                | Viêt Nam Hoang Ngan Nguyen         | Italie Sara Battaglia          |
| Kumite −50 kg | Turquie Serap Özçelik              | France Alexandra Recchia           | Australie Maria Alexiadis      |
| Kumite −55 kg | France Lucie Ignace                | Croatie Jelena Kovačević           | Égypte Yassmin Attia           |
| Kumite −61 kg | Colombie Lina Marcela Gómez Alzate | Équateur Jacqueline Factos Henao   | Russie Olga Malofeeva          |
| Kumite −68 kg | Japon Kayo Someya                  | Colombie Ana Maria Escandon Loaiza | États-Unis Cheryl Murphy       |
| Kumite +68 kg | Japon Ayumi Uekusa                 | France Nadège Ait-Ibrahim          | Pérou Isabel Mallory Aco Bravo |

## Tableau des médailles
| Rang  | Nation      | Or | Argent | Bronze | Total |
| ----- | ----------- | -- | ------ | ------ | ----- |
| 1     | Colombie    | 3  | 1      | 0      | 4     |
| 2     | Japon       | 3  | 0      | 1      | 4     |
| 3     | France      | 2  | 2      | 0      | 4     |
| 4     | Allemagne   | 1  | 1      | 0      | 2     |
| 4     | Venezuela   | 1  | 1      | 0      | 2     |
| 6     | Azerbaïdjan | 1  | 0      | 1      | 2     |
| 7     | Turquie     | 1  | 0      | 0      | 1     |
| 8     | Égypte      | 0  | 3      | 2      | 5     |
| 9     | Brésil      | 0  | 1      | 0      | 1     |
| 9     | Viêt Nam    | 0  | 1      | 0      | 1     |
| 9     | Croatie     | 0  | 1      | 0      | 1     |
| 9     | Équateur    | 0  | 1      | 0      | 1     |
| 13    | Australie   | 0  | 0      | 2      | 2     |
| 14    | Grèce       | 0  | 0      | 1      | 1     |
| 14    | Maroc       | 0  | 0      | 1      | 1     |
| 14    | Russie      | 0  | 0      | 1      | 1     |
| 14    | États-Unis  | 0  | 0      | 1      | 1     |
| 14    | Pérou       | 0  | 0      | 1      | 1     |
| 14    | Italie      | 0  | 0      | 1      | 1     |
| TOTAL | TOTAL       | 12 | 12     | 12     | 36    |